# Cleistes acuminata
Cleistes acuminata är en orkidéart som beskrevs av Rudolf Schlechter. Cleistes acuminata ingår i släktet Cleistes, och familjen orkidéer.
Artens utbredningsområde är Colombia. Inga underarter finns listade i Catalogue of Life.